# Кундран
Кундран — село в Убинском районе Новосибирской области. Административный центр и единственный населённый пункт Кундранского сельсовета.

## География
Площадь села — 357 гектаров.

## Население
| 2002 | 2007 | 2010 | 2012 | 2013 | 2014 | 2015 |
| ---- | ---- | ---- | ---- | ---- | ---- | ---- |
| 750  | ↘590 | ↘571 | ↘543 | ↘539 | ↘519 | ↘505 |
| 2016 | 2017 | 2018 | 2019 | 2020 | 2021 |      |
| ↗508 | ↘504 | ↘497 | ↘486 | ↘475 | ↘453 |      |

## Инфраструктура
В селе по данным на 2007 год функционируют 1 учреждение здравоохранения и 1 учреждение образования.